# Ставкі (гміна Ґневошув)
Ставкі (пол. Stawki) — село в Польщі, у гміні Ґневошув Козеницького повіту Мазовецького воєводства.
У 1975-1998 роках село належало до Радомського воєводства.